# 아파르 삼중합점
아파르 삼중합점은 아파르 삼각지대 중앙부, 누비아판과 소말리판, 아라비아판 경계의 삼중합점이다. 발산형 경계인 열곡 만으로 이루어진 삼중합점이 육지에 노출된 유일한 사례이다. 이 삼중합점이 생기기전에는 아프리카와 아라비아가 하나의 대륙이었다.

## 같이 보기
- 대지구대